# Antonio Soller
Antonio Soller (Lisboa; 10 de agosto de 1840 - fecha de fallecimiento desconocida) fue un pianista y compositor portugués. 
Siguió al mismo tiempo los estudios de pintura y música. En 1865 se estableció en Oporto, donde se dedicó a la enseñanza y comenzó su carrera como compositor. Posteriormente, vivió en Francia, Italia y Bélgica, y en 1884 dedicó al rey Humberto una marcha titulada Heroísmo. Compuso diversas marchas triunfales y fúnebres.

## Obras selectas
- L'etoíle d'Espagne, tanda de valses
- Chant des oisseaux
- La source, capricho brillante
- Los cloches de Westminster, nocturno
- Tarantela
- Polonesa
- Scherzo
- Sinfonia à Gran Orquesta
- Souvenir d'Alsace
- A vivandeira, opereta